# Guillermo García-López
Guillermo García López (* 4. června 1983, La Roda, Španělsko) je bývalý španělský profesionální tenista, který na okruh ATP World Tour vstoupil v roce 2002. Ve své kariéře vyhrál na okruhu ATP World Tour pět turnajů ve dvouhře a tři turnaje ve čtyřhře. V rámci okruhu Challenger získal dva tituly ve dvouhře a ve čtyřhře.
Na žebříčku ATP byl nejvýše ve dvouhře klasifikován v únoru 2011 na 23. místě a ve čtyřhře pak v květnu 2017 na 27. místě. Naposledy ho trénovali Jose-Luis Aparisi a Argentinec Diego Dinomo.
Na nejvyšší grandslamové úrovni se v mužské dvouhře nejdále probojoval do osmifinále French Open 2014 a Australian Open 2015. V prvním případě nestačil na Gaëla Monfilse z Francie, ve druhém byl nad jeho síly Švýcar Stan Wawrinka, jemuž podlehl ve čtyřech setech.
Ve španělském daviscupovém týmu debutoval jako 29letý v roce 2013 prvním kolem světové skupiny proti Kanadě, v němž nestačil na Milose Raonice, jemuž podlehl ve třech setech. Španělsko v sérii prohrálo 2:3 na zápasy. Do roku 2015 v soutěži nastoupil k jednomu mezistátnímu utkání s bilancí 0–1 ve dvouhře a 0–0 ve čtyřhře.
Kariéru ukončil po sezóně 2021.

## Finále na Grand Slamu

### Mužská čtyřhra: 1 (0–1)
| Stav      | Rok  | Turnaj  | Povrch | Spoluhráč           | Soupeři ve finále         | Výsledek |
| --------- | ---- | ------- | ------ | ------------------- | ------------------------- | -------- |
| Finalista | 2016 | US Open | tvrdý  | Pablo Carreño Busta | Jamie Murray Bruno Soares | 2–6, 3–6 |

## Finálové účasti na turnajích ATP Tour
| Legenda                           |
| D – dvouhra; Č – čtyřhra          |
| Grand Slam (0–0)                  |
| ATP World Tour Finals (0–0)       |
| ATP World Tour Masters 1000 (0–0) |
| ATP World Tour 500 (0–0)          |
| ATP World Tour 250 (5–4 D; 3–5 Č) |

| Tituly dle povrchu    |
| --------------------- |
| tvrdý (2–2 D; 2–1 Č)  |
| antuka (3–1 D; 1–4 Č) |
| tráva (0–1 D)         |
| koberec (0–0)         |

| Tituly dle prostředí |
| -------------------- |
| venku (3–3 D; 2–4 Č) |
| hala (2–1 D; 1–1 Č)  |

### Dvouhra: 9 (5–4)
| Stav      | Č. | Datum           | Turnaj                         | Povrch    | Soupeř ve finále  | Výsledek finále      |
| --------- | -- | --------------- | ------------------------------ | --------- | ----------------- | -------------------- |
| Vítěz     | 1. | 23. května 2009 | Kitzbühel, Rakousko            | antuka    | Julien Benneteau  | 3–6, 7–6(7–1), 6–3   |
| Finalista | 1. | 19. června 2010 | Eastbourne, Spojené království | tráva     | Michaël Llodra    | 5–7, 2–6             |
| Vítěz     | 2. | 3. října 2010   | Bangkok, Thajsko               | tvrdý (h) | Jarkko Nieminen   | 6–4, 3–6, 6–4        |
| Finalista | 2. | 28. dubna 2013  | Bukurešť, Rumunsko             | antuka    | Lukáš Rosol       | 3–6, 2–6             |
| Finalista | 3. | 22. září 2013   | Petrohrad, Rusko               | tvrdý (h) | Ernests Gulbis    | 6–3, 4–6, 0–6        |
| Vítěz     | 3. | 13. dubna 2014  | Casablanca, Maroko             | antuka    | Marcel Granollers | 5–7, 6–4, 6–3        |
| Vítěz     | 4. | 8. února 2015   | Záhřeb, Chorvatsko             | tvrdý (h) | Andreas Seppi     | 7–6(7–4), 6–3        |
| Vítěz     | 5. | 26. dubna 2015  | Bukurešť, Rumunsko             | antuka    | Jiří Veselý       | 7–6(7–5), 7–6(13–11) |
| Finalista | 4. | 5. října 2015   | Šen-čen, Čína                  | tvrdý     | Tomáš Berdych     | 3–6, 6–7(7–9)        |

### Čtyřhra: 9 (3–6)
| Stav      | Č. | Datum             | Turnaj                           | Povrch     | Partner             | Soupeři ve finále                        | Výsledek finále       |
| --------- | -- | ----------------- | -------------------------------- | ---------- | ------------------- | ---------------------------------------- | --------------------- |
| Finalista | 1. | 24. července 2006 | Umag, Chorvatsko                 | antuka     | Albert Portas       | Jaroslav Levinský David Škoch            | 4–6, 4–6              |
| Finalista | 2. | 16. července 2007 | Stuttgart, Německo               | antuka     | Fernando Verdasco   | František Čermák Leoš Friedl             | 4–6, 4–6              |
| Finalista | 3. | 4. října 2009     | Bangkok, Thajsko                 | tvrdý (h)  | Mischa Zverev       | Eric Butorac Rajeev Ram                  | 6–7(4–7), 3–6         |
| Vítěz     | 1. | 8. ledna 2010     | Dauhá, Katar                     | tvrdý      | Albert Montañés     | František Čermák Michal Mertiňák         | 6–4, 7–5              |
| Finalista | 4. | 28. července 2013 | Gstaad, Švýcarsko                | antuka     | Pablo Andújar       | Jamie Murray John Peers                  | 3–6, 4–6              |
| Vítěz     | 2. | 2. března 2014    | São Paulo, Brazílie              | antuka (h) | Philipp Oswald      | Juan Sebastián Cabal Robert Farah Maksúd | 5–7, 6–4, [15–13]     |
| Finalista | 5. | 13. července 2014 | Stuttgart, Německo               | antuka     | Philipp Oswald      | Mateusz Kowalczyk Artem Sitak            | 6–2, 1–6, [7–10]      |
| Vítěz     | 3. | 27. srpna 2016    | Winston-Salem, Spojené státy     | tvrdý      | Henri Kontinen      | Andre Begemann Leander Paes              | 4–6, 7–6(8–6), [10–8] |
| Finalista | 6. | 10. září 2016     | US Open, New York, Spojené státy | tvrdý      | Pablo Carreño Busta | Jamie Murray Bruno Soares                | 2–6, 3–6              |

## Postavení na žebříčku ATP na konci sezóny

### Dvouhra
| Rok    | 2000  | 2001   | 2002   | 2003   | 2004   | 2005  | 2006  | 2007  | 2008  | 2009  | 2010  | 2011  | 2012  | 2013  | 2014  | 2015  |
| Pořadí | 1126. | ▲ 878. | ▲ 360. | ▲ 239. | ▲ 128. | ▲ 91. | ▲ 69. | ▼ 90. | ▲ 62. | ▲ 41. | ▲ 33. | ▼ 65. | ▼ 76. | ▲ 62. | ▲ 36. | ▲ 27. |

### Čtyřhra
| Rok    | 2000  | 2001    | 2002   | 2003   | 2004   | 2005   | 2006   | 2007   | 2008   | 2009   | 2010   | 2011   | 2012   | 2013   | 2014  | 2015  |
| Pořadí | 1474. | ▼ 1537. | ▲ 669. | ▲ 478. | ▲ 336. | ▼ 672. | ▲ 143. | ▼ 195. | ▼ 277. | ▲ 134. | ▼ 164. | ▼ 184. | ▲ 182. | ▼ 334. | ▲ 49. | ▼ 87. |